# خوانتشة (تكاب)
خوانتشة (بالفارسية: خوانچه) هي قرية تقع في إيران في Takab Rural District. يقدر عدد سكانها بـ 0 نسمة بحسب إحصاء 2016.